# Polarornis gregorii
Polarornis gregorii — викопний вид морських птахів вимерлого ряду Vegaviiformes, що існував у кінці крейди (66 млн років тому) у Південній півкулі.

## Історія дослідження
Скам'янілі рештки виду знайдені у 1989 році у відкладеннях формації Лопес де Бертодано на острові Сеймур з островів Джеймса Росса в Антарктиді. Рештки неописаного виду згадуються у статті «The oldest Antarctic bird» (1989) та книзі «The Rise of Birds» (1997) американського палеонтолога Шанкара Чаттерджі. Офіційно новий вид та рід описані ним у 2002 році. Спершу вважалося, що вид є предком або базальним представником гагароподібних (Gaviiformes). Проте після філогенетичного аналізу 2017 року вид віднесли до новоствореного ряду Vegaviiformes, що вважається сестринським таксоном до гусеподібних (Anseriformes).

## Палеоекологія
Морський вид, що мешкав вздовж морського узбережжя. Живився, ймовірно, рибою і великими безхребетними. Аналіз структури кісток показав, що кістки не були досить порожнистими, тому птах погано літав або був взагалі нелітаючим.